# STSAT-2B
STSAT-2B（Science and Technology Satellite 2B、科学技術衛星2号）は韓国の人工衛星。2010年6月10日に羅老による打ち上げに失敗し、ペアで運用される予定だったSTSAT-2Aに引き続いて、打ち上げ失敗による喪失となった。
運用は韓国航空宇宙研究院が行う予定で、将来に向けた技術実証を目的としていた。重量は100kgで、最低でも2年間の運用が予想されていた。

## 機器
STSAT-2Bには地球の輝度温度 (brightness temperature) を測定するDREAM（Dual-channel Radiometer for Earth and Atmosphere Monitoring、地球・大気監視用デュアルチャネルラジオメータ）が搭載されていた。
この他にもLRA（Laser Retroreflector Array、レーザー逆反射器配列）が搭載されており、衛星の軌道要素の高精度測定に使用される予定だった。LRAによって収集されたデータはDREAMの調整や測地学研究、ロケットの性能評価にも使用される予定だった。製作公差のため、STSAT-2Bの逆反射器 (Retroreflector) によるデータはSTSAT-2Aで予定していたものより正確な精度が得られるとされた。
また一連の工学実験も計画されており、実験的オンボードコンピュータ、最大10Mbpsのデータ中継のほかに、姿勢制御システムの調査、パルスプラズマスラスター (pulsed plasma thruster) やスター・トラッカー、太陽センサーの試験の実施が予定されていた。

## 打ち上げ
打ち上げは羅老宇宙センターからKSLV-1ロケットによって行われた。KSLV-1の2回目の打ち上げであり、KSLV-1の最後の打ち上げとなる予定であった。KSLV-1はロシアのクルニチェフ国家研究生産宇宙センターが製造したアンガラ・ロケットの1段目と韓国が製造した固体燃料の2段目から構成される。前回のKSLV-1によるSTSAT-2Aの打ち上げは失敗している。
打ち上げは当初6月9日を予定しており、打上げウィンドウは07:30 GMT（現地時間、16:30）から2時間であった。延期した場合、6月19日までの同時間帯が打ち上げ可能期間になっていた。
6月7日に行われた起立作業で電気信号の追加点検により、起立完了が5時間遅れの6月7日21時頃となったため、打ち上げ日時が2日後の6月9日17時00分に設定し直された。さらに、6月9日13時52分頃に消防設備が誤作動をおこし3ヶ所のノズルから消火剤が噴出したため、14時2分に発射運用が中止となり、打ち上げは再び延期された。
結局6月10日17時01分に打ち上げが実行されたが、発射137秒後に爆発を起こし、通信が途絶え墜落した。
予定軌道は近地点約300km、遠地点約1500km、軌道傾斜角約80度であった。